# Col legno

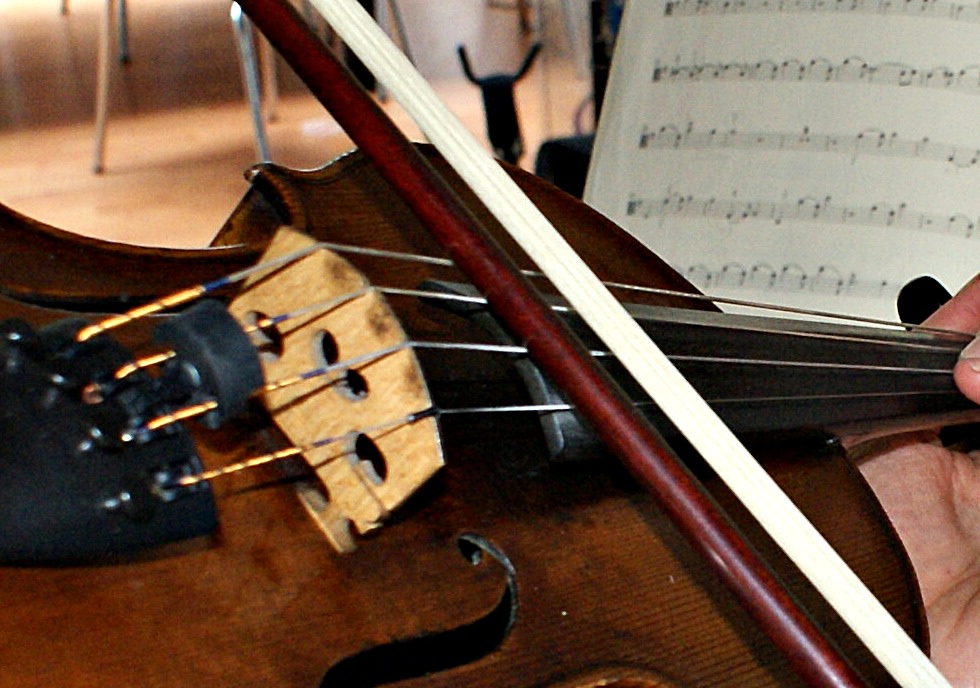
En fiol som spelas col legno.

Col legno är en typ av musikaliskt framförande som innebär att en stråkmusiker inte använder stråkens tagel mot strängen, utan i stället slår på strängen med stråkens trä. Col legno återfinns bland annat i Hector Berlioz Symphonie fantastique.